# سیریس (ایزدبانو)

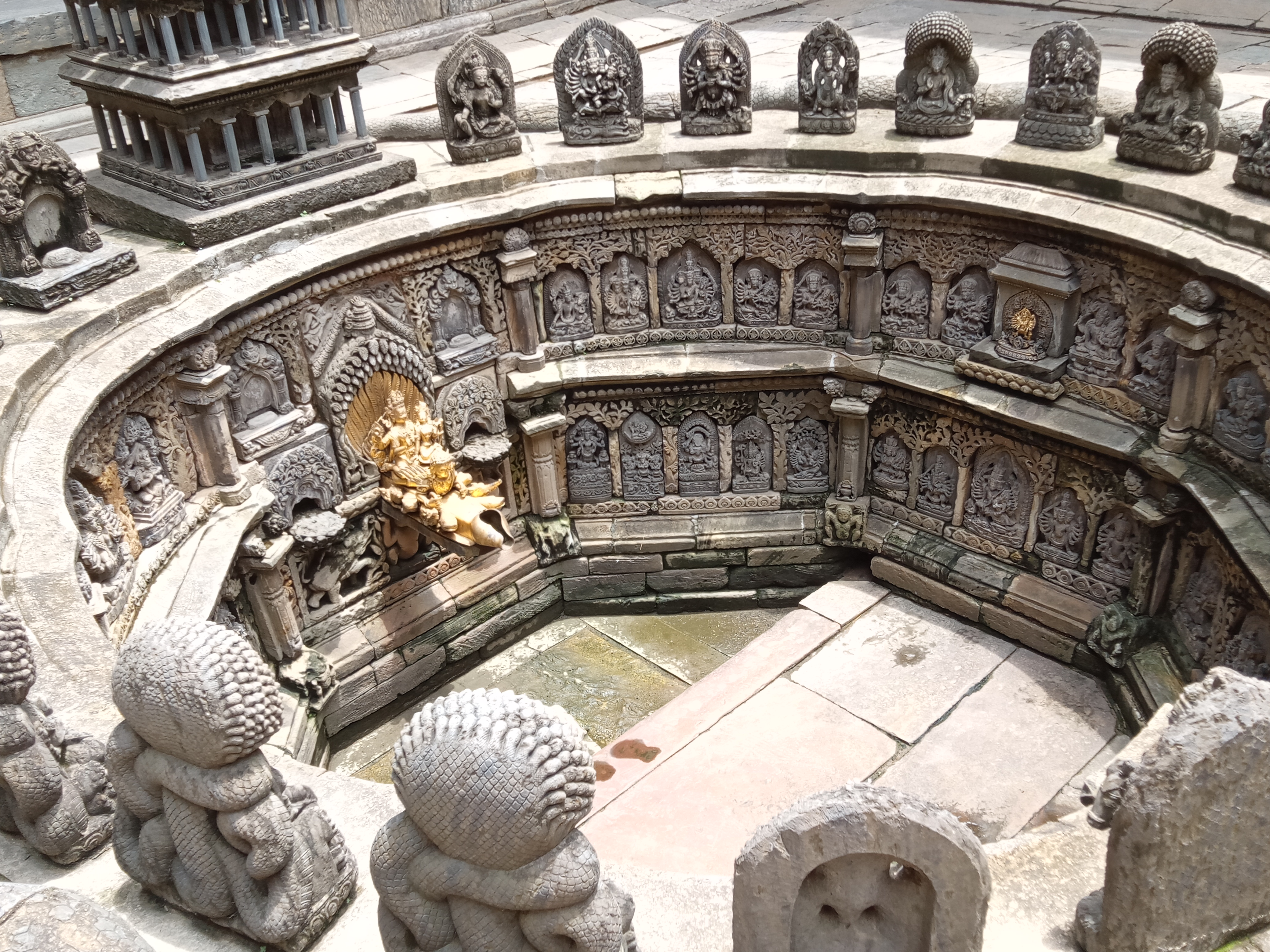
ایزدبانو

سیریس یک ایزدبانوی میان رودانی اهریمنی نگهبان آبجو بود. او دختر نینکاسی، دیگر ایزدبانوی میان رودانی بود.
سیریس را مادر آنزو می‌دانند که پرنده بزرگی است که بازدمی از  هم آتش و هم آب دارد.